# Lille OSC
Lille Olympique Sporting Club, pe scurt Lille, este un club de fotbal din Lille, Franța, care evoluează în Ligue 1.
Clubul a fost format prin unirea cluburilor Olympique Lillois (fondat în 1902) și SC Fives (fondat în 1901). Palmaresul clubului conține 5 campionate câștigate și 6 cupe ale Franței. Clubul a evoluat în sezonul 2011-2012 în UEFA Champions League în faza grupelor, terminând pe ultima poziție într-o grupă cu Inter Milano, CSKA Moscova și Trabzonspor.

## Palmares
| Campionatele Naționale | Cupele Naționale |
| --- | --- |
| - Campionatul Franței L1 (5) : - Campioni :1932-1933, 1945-1946, 1953-1954, 2010-2011, 2020-2021 - Locul 2 (6): 1947-1948, 1948-1949, 1949-1950, 1950-1951, 2005-2005, 2018-2019 - Locul 3 (5): 1951-1952, 2000-2001, 2005-2006, 2011-2012, 2013-2014 - Liga a doua L2 (4) : - Campioni : 1963-1964, 1973-1974, 1977-1978, 1999-2000 | - Cupa Franței (6) : - Câștigători : 1945-1946, 1946-1947, 1947-1948, 1952-1953,1954-1955, 2010-2011 - Finalistă(3) :1938-1939, 1944-1945, 1948-1949 - Cupa Ligii Franței (0) : - Finalistă(1) : 2015-2016 - Supercupa Franței (1) : - Câștigători : 2021-2022 - Finalistă (2): 1955-1956, 2011-2012 |
| Cupele Europene | Cupele Desființate |
| - Liga Campionilor : - Optimi (2):2006-2007, 2021-2022 - Europa League : - Optimi (4): 2001-2002, 2004-2005, 2005-2006, 2009-2010 - 16 -zecimi(2) : 2010-2011, 2020-2021 | - Cupa UEFA Intertoto - Câștigători (1): 2004 - Finalistă (1): 2002 - Cupa Latină: - Finalistă(1) : 1950-1951 |

## Rezultate
| 2010-2011 | Lille | 1 - 0 | PSG        |
| 1954-1955 | Lille | 5 - 2 | Bordeaux   |
| 1952-1953 | Lille | 2 - 1 | Nancy      |
| 1948-1949 | Lille | 2 - 5 | RC Paris   |
| 1947-1948 | Lille | 3 - 2 | Lens       |
| 1946-1947 | Lille | 2 - 0 | Strasbourg |
| 1945-1946 | Lille | 4 - 2 | Red Star   |
| 1944-1945 | Lille | 0 - 3 | RC Paris   |
| 1938-1939 | Lille | 1 - 3 | RC Paris   |

| 2015-2016 | Lille | 1 - 2 | PSG |

| 2021      | Lille | 1 - 0 | PSG       |
| 2011-2012 | Lille | 4 - 5 | Marseille |
| 1955-1956 | Lille | 1 - 7 | Reims     |

## Jucători

### Lotul actual
La 14 august 2025.
| Nr. |          | Poziție | Jucător                |
| --- | -------- | ------- | ---------------------- |
| 1   | Belgia   | P       | Arnaud Bodart          |
| 2   | Algeria  | F       | Aïssa Mandi            |
| 3   | Belgia   | F       | Nathan Ngoy            |
| 4   | Brazilia | F       | Alexsandro             |
| 6   | Algeria  | M       | Nabil Bentaleb         |
| 7   | Belgia   | A       | Matias Fernandez-Pardo |
| 8   | Franța   | M       | Ethan Mbappé           |
| 9   | Franța   | A       | Olivier Giroud         |
| 10  | Islanda  | M       | Hákon Arnar Haraldsson |
| 11  | Maroc    | A       | Osame Sahraoui         |
| 12  | Belgia   | F       | Thomas Meunier         |
| 13  | Turcia   | P       | Berke Özer             |
| 14  | Norvegia | A       | Marius Broholm         |

| Nr. |                           | Poziție | Jucător                  |
| --- | ------------------------- | ------- | ------------------------ |
| 15  | Franța                    | F       | Romain Perraud           |
| 16  | Franța                    | P       | Marc-Aurèle Caillard     |
| 17  | Republica Democrată Congo | M       | Ngal'ayel Mukau          |
| 21  | Franța                    | M       | Benjamin André (căpitan) |
| 22  | Portugalia                | F       | Tiago Santos             |
| 23  | Kosovo                    | M       | Edon Zhegrova            |
| 26  | Portugalia                | M       | André Gomes              |
| 27  | Portugalia                | A       | Félix Correia            |
| 32  | Franța                    | M       | Ayyoub Bouaddi           |
| 36  | Franța                    | F       | Ousmane Touré            |
|     | Portugalia                | F       | Rafael Fernandes         |
|     | Guineea                   | A       | Mohamed Bayo             |

#### Împrumutați
| Nr. |            | Poziție | Jucător                                                     |
| --- | ---------- | ------- | ----------------------------------------------------------- |
|     | Argentina  | M       | Ignacio Miramón (la Boca Juniors până pe 31 decembrie 2025) |
|     | Portugalia | A       | Tiago Morais (la Casa Pia până pe 30 iunie 2026)            |

### Foști jucători notabili

#### Portari
- César Ruminski (1952–55)
- Jean Van Gool (1954–68)
- Charles Samoy (1963–74)
- Philippe Bergeroo (1978–83)
- Bernard Lama (1981–89)
- Grégory Wimbée (1998–2004)
- Tony Sylva (2004–08)
- Mickaël Landreau (2009–12)
- Vincent Enyeama (2011–18)
- Mike Maignan (2015–21)

#### Fundași
- Joseph Jadrejak (1944–50)
- Marceau Somerlinck (1945–57)
- Cor van der Hart (1950–54)
- Guillaume Bieganski (1951–59)
- Robert Lemaître (1953–56)
- Antoine Pazur (1952–60)
- Marcel Adamczyk (1963–68)
- Ignacio Prieto (1971–76)
- Pierre Dréossi (1976–82)
- René Marsiglia (1978–83)
- Noureddine Kourichi (1982–86)
- Boro Primorac (1983–86)
- Jocelyn Angloma (1987–90)
- Jakob Friis-Hansen (1989–95)
- Fabien Leclercq (1989–99)
- Pascal Cygan (1995–2002)
- Grégory Tafforeau (2001–09)
- Eric Abidal (2002–04)
- Matthieu Chalmé (2002–07)
- Mathieu Debuchy (2003–13)
- Nicolas Plestan (2003–10)
- Stathis Tavlaridis (2004–07)
- Stephan Lichtsteiner (2005–08)
- Emerson (2006–11)
- Adil Rami (2006–11)
- Franck Béria (2007–17)
- Aurélien Chedjou (2007–13)
- David Rozehnal (2010–15)
- Pape Souaré (2010–15)
- Marko Baša (2011–17)
- Lucas Digne (2011–13)
- Djibril Sidibé (2012–16)
- Simon Kjær (2013–15)
- Adama Soumaoro (2013–21)
- Sébastien Corchia (2014–17)
- Benjamin Pavard (2015–16)
- Gabriel (2017–20)
- Zeki Çelik (2018–22)
- José Fonte (2018–23)
- Reinildo Mandava (2019–22)
- Tiago Djaló (2019–24)
- Sven Botman (2020–22)
- Leny Yoro (2022–24)

#### Mijlocași
- Jules Bigot (1944–50)
- François Bourbotte (1944–47)
- Roland Clauws (1953–60, 62–64)
- Alain de Martigny (1970–76)
- Alberto Fouillioux (1972–75)
- Alain Grumelon (1976–83)
- Arnaud Dos Santos (1977–81)
- Pascal Plancque (1980–87)
- Philippe Périlleux (1984–91, 95–96)
- Alain Fiard (1987–93)
- Victor Da Silva (1988–92)
- Arnaud Duncker (1994–98)
- Patrick Collot (1995–2002)
- Christophe Landrin (1996–2005)
- Bruno Cheyrou (1998–2002)
- Benoît Cheyrou (1999–2004)
- Fernando D'Amico (1999–2003)
- Sylvain N'Diaye (2000–03)
- Jean Makoun (2001–08)
- Philippe Brunel (2002–05)
- Mathieu Bodmer (2003–07)
- Stéphane Dumont (2003–11)
- Milenko Ačimovič (2004–06)
- Yohan Cabaye (2004–11)
- Florent Balmont (2008–16)
- Rio Mavuba (2008–17)
- Idrissa Gueye (2010–15)
- Joe Cole (2011–12)
- Dimitri Payet (2011–13)
- Benoît Pedretti (2011–13)
- Rony Lopes (2014–15, 16–17)
- Yves Bissouma (2016–18)
- Thiago Mendes (2017–19)
- Boubakary Soumaré (2017–21)
- Xeka (2017–22)
- Renato Sanches (2019–22)
- Yusuf Yazıcı (2019–24)
- Amadou Onana (2021–22)

#### Atacanți
- Jean Baratte (1944–53, 56–57)
- René Bihel (1944–46)
- Jean Lechantre (1944–52)
- Marius Walter (1945–52)
- André Strappe (1948–58)
- Bernard Lefèvre (1949–56, 62–63)
- Erik Kuld Jensen (1950–53)
- Jean Vincent (1950–56)
- Gérard Bourbotte (1952–58, 63–68)
- Yvon Douis (1953–59)
- François Heutte (1957–59, 65–66)
- René Fatoux (1957–62)
- André Guy (1965–67)
- Christian Coste (1973–77)
- Stanislav Karasi (1974–77)
- Žarko Olarević (1977–81)
- Pierre Pleimelding (1977–81)
- Dušan Savić (1983–85)
- Erwin Vandenbergh (1986–90)
- Abedi Pele (1988–90)
- Per Frandsen (1990–94)
- Éric Assadourian (1990–95)
- Antoine Sibierski (1992–96)
- Kennet Andersson (1993–94)
- Djézon Boutoille (1993–2004)
- Matt Moussilou (2001–06)
- Nicolas Fauvergue (2003–11)
- Kevin Mirallas (2004–08)
- Peter Odemwingie (2004–07)
- Kader Keïta (2005–07)
- Michel Bastos (2006–09)
- Eden Hazard (2007–12)
- Patrick Kluivert (2007–08)
- Ludovic Obraniak (2007–12)
- Túlio de Melo (2008–14)
- Róbert Vittek (2008–10)
- Pierre-Alain Frau (2008–11)
- Pierre-Emerick Aubameyang (2009–10)
- Gervinho (2009–11)
- Moussa Sow (2010–12)
- Salomon Kalou (2012–14)
- Divock Origi (2012–15)
- Nolan Roux (2012–15)
- Sofiane Boufal (2015–16)
- Eder (2016–18)
- Martin Terrier (2016–18)
- Luiz Araújo (2017–21)
- Lebo Mothiba (2017–18)
- Nicolas Pépé (2017–19)
- Jonathan Ikoné (2018–22)
- Jonathan Bamba (2018–23)
- Rafael Leão (2018–19)
- Loïc Rémy (2018–20)
- Victor Osimhen (2019–20)
- Timothy Weah (2019–23)
- Burak Yılmaz (2020–22)

## Antrenori
| - Bill Berry (1944–46) - André Cheuva (1946–59) - Jacques Delepaut (1959) - Jules Vandooren (1959–61) - Jean Baratte (1961–62) - Guy Poitevin (1962–63) - Jules Bigot (1963–66) - Jean-Charles Van Gool (1966) - Daniel Langrand (1966–69) - Joseph Jedrejak (1969–70) - René Gardien (1970–73) - Georges Peyroche (1973–76) - Charles Samoy (1976–77) | - José Arribas (1977–82) - Arnaud Dos Santos (1982–84) - Georges Heylens (1984–89) - Jacques Santini (1989–92) - Bruno Metsu (1992–93) - Henryk Kasperczak (1993) - Pierre Mankowski (1993–94) - Jean Fernandez (1994–95) - Jean-Michel Cavalli (1995–97) - Hervé Gauthier & Charles Samoy (1997) - Thierry Froger (1997–98) - Vahid Halilhodžić (1998–02) - Claude Puel (2002–08) | - Rudi Garcia (2008–13) - René Girard (2013–15) - Hervé Renard (2015) - Frédéric Antonetti (2015-16) - Marcelo Bielsa (2017) - Christophe Galtier (2017-21) - Jocelyn Gourvennec (2021-22) - Paulo Fonseca (2022-24) - Bruno Génésio (2024-) |